# ارنست لارنس
ارنست ارلاندو لارنس (به انگلیسی: Ernest Orlando Lawrence) (متولد ۸ اوت ۱۹۰۱ در کانتون، داکوتای جنوبی - درگذشتهٔ ۲۷ اوت ۱۹۵۸)، یک فیزیک‌دان و برنده جایزه نوبل آمریکایی بود. او این جایزه را به خاطر اختراع و ساخت سیکلوترون دریافت کرد. او در سال ۱۹۲۵ از از دانشگاه ییل با درجه دکترا فارغ‌التحصیل شد.

## اوایل زندگی
ارنست اورلاندو لارنس در ۸ اوت ۱۹۰۱ در کانتون، داکوتای جنوبی به دنیا آمد. والدین او، کارل گوستاووس (۱۸۷۱–۱۹۵۴) و گوندا رجینا (نام دختر یاکوبسون) لارنس (۱۸۷۴–۱۹۵۹)، هر دو فرزندان مهاجران نروژی بودند. زمانی که در دبیرستان کانتون تدریس می‌کرد، ملاقات کرد، جایی که پدرش نیز سرپرست مدارس بود. او یک برادر کوچکتر به نام جان اچ. لارنس داشت که پزشک می‌شد و در زمینه پزشکی هسته ای پیشگام بود. وقتی بزرگ شد، بهترین دوست او مرل توو بود، که او نیز به یک فیزیکدان بسیار برجسته تبدیل شد.
لارنس در مدارس دولتی کانتون و پیر شرکت کرد، سپس در کالج سنت اولاف در نورثفیلد، مینه سوتا ثبت نام کرد، اما پس از یک سال به دانشگاه داکوتای جنوبی در ورمیلیون منتقل شد. او مدرک لیسانس خود را در شیمی در سال ۱۹۲۲، و مدرک کارشناسی ارشد خود را در رشته فیزیک از دانشگاه مینه سوتا در سال ۱۹۲۳ زیر نظر ویلیام فرانسیس گری سوان به پایان رساند. لارنس برای پایان‌نامه کارشناسی ارشد خود یک دستگاه آزمایشی ساخت که یک بیضی را از طریق میدان مغناطیسی می‌چرخاند.
لارنس به دنبال سوان به دانشگاه شیکاگو، و سپس به دانشگاه ییل در نیوهیون، کانکتیکات، جایی که لارنس مدرک دکترای فلسفه (PhD) خود را در فیزیک در سال ۱۹۲۵ به عنوان محقق ملی به پایان رساند، پایان‌نامه دکترای خود را در مورد اثر فوتوالکتریک در بخار پتاسیم. او به عضویت سیگما شی انتخاب شد و به توصیه سوان، بورسیه شورای ملی تحقیقات را دریافت کرد. به جای استفاده از آن برای سفر به اروپا، همان‌طور که در آن زمان مرسوم بود، در دانشگاه ییل با سوان به عنوان محقق باقی ماند.
لارنس با جسی بیمز از دانشگاه ویرجینیا به تحقیق در مورد اثر فوتوالکتریک ادامه داد. آنها نشان دادند که فوتوالکترونها در فاصله ۲×۱۰–۹ ثانیه از برخورد فوتونها به سطح فوتوالکتریک - نزدیک به حد اندازه‌گیری در آن زمان - ظاهر شدند. کاهش زمان انتشار با روشن و خاموش کردن سریع منبع نور، طیف انرژی ساطع شده را گسترده‌تر کرد، مطابق با اصل عدم قطعیت ورنر هایزنبرگ گسترده‌تر کرد.

## اوایل حرفه
در سال‌های ۱۹۲۶ و ۱۹۲۷، لارنس پیشنهادهایی برای دستیاری استادی از دانشگاه واشینگتن در سیاتل و دانشگاه کالیفرنیا با حقوق ۳۵۰۰ دلار در سال (معادل ۵۹۰۰۰ دلار در سال ۲۰۲۲) دریافت کرد. ییل به سرعت با پیشنهاد استادیاری مطابقت داشت، اما با حقوق ۳۰۰۰ دلار. لارنس ترجیح داد در دانشگاه معتبرتر ییل بماند، اما از آنجایی که او هرگز مربی نبوده بود، این انتصاب توسط برخی از اعضای هیئت علمی او نارضایتی داشت، و از نظر بسیاری، این انتصاب هنوز برای پیشینه مهاجر داکوتای جنوبی او جبران نشده بود.
لارنس در سال ۱۹۲۸ به عنوان دانشیار فیزیک در دانشگاه کالیفرنیا استخدام شد. او دو سال بعد استاد تمام شد و جوانترین استاد دانشگاه شد. بر اساس کار منتشر شده فردریک و ایرن ژولیوت کوری در سال ۱۹۳۴ در مورد رادیواکتیویته مصنوعی، لارنس ایزوتوپ نیتروژن-۱۳ را با شلیک پروتون‌های پرانرژی به عنصر کربن-۱۳ در آزمایشگاه خود کشف کرد. او و تیمش از جمله مارتین کامن و ساموئل روبن به‌طور تصادفی ایزوتوپ کربن ۱۴ را با بمباران گرافیت با پروتون‌های پرانرژی کشف کردند. رابرت گوردون اسپرول، که یک روز پس از پروفسور شدن لارنس رئیس دانشگاه شد، یکی از اعضای باشگاه بوهمیان بود و او در سال ۱۹۳۲ از عضویت لارنس حمایت کرد. از طریق این باشگاه، لارنس با ویلیام هنری کراکر، ادوین پاولی و جان آشنا شد. فرانسیس نیلان. آنها مردان بانفوذی بودند که به او کمک کردند تا برای تحقیقات ذرات هسته‌ای پرانرژی‌اش پول به دست آورد. امید زیادی برای استفاده‌های پزشکی از توسعه فیزیک ذرات وجود داشت، و این منجر به بسیاری از بودجه اولیه ای شد که لارنس توانست برای تحقیق به دست آورد.
هنگامی که در ییل بود، لارنس با مری کیمبرلی (مولی) بلومر، بزرگ‌ترین چهار دختر جورج بلومر، رئیس دانشکده پزشکی ییل ملاقات کرد. آنها اولین بار در سال ۱۹۲۶ ملاقات کردند و در سال ۱۹۳۱ نامزد کردند، و در ۱۴ مه ۱۹۳۲ در کلیسای ترینیتی در گرین در نیوهیون، کانکتیکات ازدواج کردند. آنها شش فرزند داشتند: اریک، مارگارت، مری، رابرت، باربارا و سوزان. لارنس پسرش را رابرت به نام فیزیکدان نظری رابرت اوپنهایمر، نزدیکترین دوست او در برکلی نامگذاری کرد. در سال ۱۹۴۱، السی خواهر مولی با ادوین مک میلان ازدواج کرد، که در سال ۱۹۵۱ جایزه نوبل شیمی را دریافت کرد.

## توسعه سیکلوترون

### اختراع
اختراعی که لارنس را به شهرت بین‌المللی رساند، با طرحی روی تکه‌ای از دستمال کاغذی شروع شد. در حالی که یک شب در سال ۱۹۲۹ در کتابخانه نشسته بود، لارنس نگاهی به مقاله‌ای در ژورنال از رولف ویدروی انداخت و یکی از نمودارها او را مجذوب خود کرد. این دیاگرام دستگاهی را به تصویر می‌کشد که ذرات پرانرژی را از طریق متوالی «فشارهای» کوچک تولید می‌کرد. دستگاه به تصویر کشیده شده در یک خط مستقیم با استفاده از الکترودهای طولانی‌تر قرار گرفت. در آن زمان، فیزیکدانان شروع به کشف هسته اتم کردند. در سال ۱۹۱۹، ارنست رادرفورد، فیزیکدان نیوزلندی، ذرات آلفا را به نیتروژن پرتاب کرد و موفق شد پروتون‌ها را از برخی از هسته‌ها خارج کند. اما هسته‌ها دارای بار مثبتی هستند که دیگر هسته‌های با بار مثبت را دفع می‌کند، و توسط نیرویی که فیزیکدانان تازه شروع به درک آن کرده بودند، محکم به هم متصل می‌شوند. شکستن آنها، متلاشی کردن آنها به انرژی‌های بسیار بالاتری در حد میلیون‌ها ولت نیاز دارد.
لارنس دید که چنین شتاب‌دهنده ذره ای به زودی برای آزمایشگاه دانشگاه او بسیار طولانی و غیرقابل تحمل خواهد شد. لارنس در فکر راهی برای فشرده‌تر کردن شتاب‌دهنده، تصمیم گرفت یک محفظه شتاب‌دهنده دایره‌ای بین قطب‌های یک آهن‌ربای الکتریکی قرار دهد. میدان مغناطیسی پروتون‌های باردار را در یک مسیر مارپیچی نگه می‌دارد، زیرا آنها بین دو الکترود نیم‌دایره‌ای متصل به یک پتانسیل متناوب شتاب می‌گیرند. پس از صدها چرخش یا بیشتر، پروتون‌ها به عنوان پرتوی از ذرات پرانرژی با هدف برخورد می‌کنند. لارنس با هیجان به همکارانش گفت که روشی برای به دست آوردن ذرات با انرژی بسیار بالا بدون استفاده از ولتاژ بالا کشف کرده است. او ابتدا با نیلز ادلفسن کار کرد. اولین سیکلوترون آن‌ها از برنج، سیم و موم آب‌بندی ساخته شد و قطر آن تنها چهار اینچ (۱۰ سانتی‌متر) بود – می‌توان آن را در یک دست نگه داشت و احتمالاً در مجموع ۲۵ دلار (معادل ۵۰۰ دلار در سال ۲۰۲۲) قیمت داشت.
آنچه لارنس برای توسعه این ایده به آن نیاز داشت، دانشجویان فارغ‌التحصیل توانا برای انجام کار بود. ادلفسن در سپتامبر ۱۹۳۰ سمت استادیاری را ترک کرد و لارنس دیوید اچ. اسلون و ام. استنلی لیوینگستون را جایگزین او کرد که به ترتیب بر روی توسعه شتاب‌دهنده وایدرو و سیکلوترون ادلفسن کار کردند. هر دو حمایت مالی خود را داشتند. هر دو طرح عملی به اثبات رسیدند و تا می ۱۹۳۱، شتاب‌دهنده خطی اسلون توانست یون‌ها را تا ۱ مگا ولت شتاب دهد. لیوینگستون چالش فنی بزرگ‌تری داشت، اما وقتی در ۲ ژانویه ۱۹۳۱ ولتاژ ۱۸۰۰ ولت را روی سیکلوترون ۱۱ اینچی خود اعمال کرد، پروتون‌های ۸۰۰۰۰ ولتی الکترون ولتی در حال چرخش به دور خود شد. یک هفته بعد، او ۱٫۲۲ مگا ولت با ۳۰۰۰ ولت داشت که برای تز دکترا در مورد ساخت آن کافی بود.

### توسعه
در چیزی که به یک الگوی تکراری تبدیل می‌شد، به محض اینکه اولین نشانه موفقیت وجود داشت، لارنس شروع به برنامه‌ریزی یک ماشین جدید و بزرگتر کرد. لارنس و لیوینگستون در اوایل سال ۱۹۳۲ طرحی برای یک سیکلوترون ۲۷ اینچی (۶۹ سانتی‌متری) طراحی کردند. آهنربای سیکلوترون ۸۰۰ دلاری ۱۱ اینچی وزنی معادل ۲ تن داشت، اما لارنس یک آهنربای عظیم ۸۰ تنی را پیدا کرد که در یک انبار زباله در پالو آلتو زنگ زده بود. برای ۲۷ اینچی که در اصل در طول جنگ جهانی اول برای تأمین برق یک پیوند رادیویی فراآتلانتیک ساخته شده بود. در سیکلوترون، او ابزار علمی قدرتمندی داشت، اما این به کشف علمی تبدیل نشد. در آوریل ۱۹۳۲، جان کاکرافت و ارنست والتون در آزمایشگاه کاوندیش در انگلستان اعلام کردند که لیتیوم را با پروتون بمباران کرده‌اند و موفق شده‌اند آن را به هلیوم تبدیل کنند. انرژی مورد نیاز بسیار کم بود - در حد توانایی سیکلوترون ۱۱ اینچی. لارنس پس از اطلاع از این موضوع، سیمی را به برکلی فرستاد و از کاکرافت و والتون خواست تا نتایج را تأیید کنند. این تیم تا سپتامبر طول کشید تا این کار را انجام دهد، عمدتاً به دلیل عدم وجود دستگاه تشخیص کافی.
اگرچه اکتشافات مهم از آزمایشگاه تشعشع لارنس دور ماندند، عمدتاً به دلیل تمرکز آن بر توسعه سیکلوترون به جای استفاده علمی از آن، از طریق ماشین‌های بزرگتر خود، لارنس توانست تجهیزات حیاتی مورد نیاز برای آزمایش‌های فیزیک انرژی بالا را فراهم کند. او در اطراف این دستگاه، آزمایشگاهی را ساخت که در دهه ۱۹۳۰ به بزرگ‌ترین آزمایشگاه جهان برای حوزه جدید تحقیقات فیزیک هسته ای تبدیل شد. او در سال ۱۹۳۴ حق ثبت اختراع سیکلوترون را دریافت کرد، که او آن را به شرکت تحقیقاتی، یک بنیاد خصوصی که بسیاری از کارهای اولیه لارنس را تأمین مالی کرد، اختصاص داد.
در فوریه ۱۹۳۶، رئیس دانشگاه هاروارد، جیمز بی کونانت، پیشنهادهای جذابی به لارنس و اوپنهایمر داد. رابرت گوردون اسپرول، رئیس دانشگاه کالیفرنیا، با بهبود شرایط پاسخ داد. آزمایشگاه تشعشع در ۱ ژوئیه ۱۹۳۶ به بخش رسمی دانشگاه کالیفرنیا تبدیل شد و لارنس به‌طور رسمی مدیر آن را با دستیار تمام وقت منصوب کرد و دانشگاه موافقت کرد که سالانه ۲۰۰۰۰ دلار برای فعالیت‌های تحقیقاتی خود (معادل ۳۳۰۰۰۰ دلار در سال ۲۰۲۲).[۴۲] لارنس یک مدل تجاری ساده را به کار گرفت: «او در آزمایشگاه خود با دانشجویان فارغ‌التحصیل و اعضای هیئت علمی جدید دپارتمان فیزیک، با دکترای تازه‌ای که مایل به کار برای هر کاری بودند، و با دارندگان بورسیه تحصیلی و مهمانان ثروتمندی که نمی‌توانستند هیچ خدمتی انجام دهند، کار می‌کرد.

### پذیرش
با استفاده از سیکلوترون ۲۷ اینچی جدید، تیم برکلی کشف کردند که هر عنصری که با دوتریوم اخیراً کشف شده بمباران می‌کند، انرژی ساطع می‌کند و در همان محدوده است؛ بنابراین، آنها وجود یک ذره جدید و تاکنون ناشناخته را فرض کردند که منبع احتمالی انرژی بی حد و حصر بود. ویلیام لارنس از نیویورک تایمز لارنس را به عنوان «یک معجزه گر جدید علم» توصیف کرد. به دعوت کاکرافت، لارنس در کنفرانس سالوی در سال ۱۹۳۳ در بلژیک شرکت کرد. این گردهمایی منظم برترین فیزیکدانان جهان بود. تقریباً همه از اروپا بودند، اما گاهی از دانشمند برجسته آمریکایی مانند رابرت ای. میلیکان یا آرتور کامپتون برای شرکت در این مراسم دعوت می‌شد. از لارنس خواسته شد تا در مورد سیکلوترون سخنرانی کند. ادعاهای لارنس در مورد انرژی بی حد و حصر با استقبال بسیار متفاوتی در سولوای مواجه شد. او با شک و تردیدهای رو به زوال از سوی جیمز چادویک آزمایشگاه کاوندیش مواجه شد، فیزیکدانی که نوترون را در سال ۱۹۳۲ کشف کرده بود، و به همین دلیل در سال ۱۹۳۵ جایزه نوبل به او اعطا شد. با لهجه ای بریتانیایی که در گوش لارنس تحقیرآمیز به نظر می‌رسید، چادویک به تیم لارنس پیشنهاد داد که چه چیزی هنگامی که او به برکلی بازگشت، لارنس تیم خود را بسیج کرد تا به سختی نتایج را بررسی کنند تا شواهد کافی برای متقاعد کردن چادویک جمع‌آوری کنند. در همین حال، در آزمایشگاه کاوندیش، رادرفورد و مارک اولیفانت دریافتند که دوتریوم با هم جوش می‌خورد و هلیوم-۳ را تشکیل می‌دهد که باعث ایجاد اثری می‌شود که سیکلوترونرها مشاهده کرده بودند. چادویک نه تنها از این نظر درست می‌گفت که آنها آلودگی را مشاهده می‌کردند، بلکه از کشف مهم دیگری، یعنی همجوشی هسته‌ای غافل بودند. پاسخ لارنس این بود که به ایجاد سیکلوترون‌های بزرگ‌تر ادامه دهد. سیکلوترون ۲۷ اینچی توسط یک سیکلوترون ۳۷ اینچی در ژوئن ۱۹۳۷ جایگزین شد، که به نوبه خود توسط یک سیکلوترون ۶۰ اینچی در می ۱۹۳۹ جایگزین شد. از آن برای بمباران آهن استفاده شد و اولین ایزوتوپ‌های رادیواکتیو خود را در ژوئن تولید کرد.
از آنجایی که جمع‌آوری پول برای اهداف پزشکی، به ویژه درمان سرطان، آسان‌تر از فیزیک هسته ای بود، لارنس استفاده از سیکلوترون را برای تحقیقات پزشکی تشویق کرد. لارنس با همکاری برادرش جان و اسرائیل لیون چایکوف از بخش فیزیولوژی دانشگاه کالیفرنیا، از تحقیقات در مورد استفاده از ایزوتوپ‌های رادیواکتیو برای اهداف درمانی حمایت کرد. فسفر-۳۲ به راحتی در سیکلوترون تولید می‌شد و جان از آن برای درمان زنی که به پلی سیتمی ورا، یک بیماری خونی مبتلا بود، استفاده کرد. جان از فسفر ۳۲ ساخته شده در سیکلوترون ۳۷ اینچی در سال ۱۹۳۸ در آزمایشات روی موش‌های مبتلا به سرطان خون استفاده کرد. او دریافت که فسفر رادیواکتیو در سلول‌های سرطانی با رشد سریع متمرکز شده است. سپس این امر منجر به آزمایشات بالینی بر روی بیماران انسانی شد. یک ارزیابی در سال ۱۹۴۸ از درمان نشان داد که بهبودی تحت شرایط خاصی رخ می‌دهد. لارنس همچنین به استفاده پزشکی از نوترون‌ها امیدوار بود. اولین بیمار سرطانی در ۲۰ نوامبر از سیکلوترون ۶۰ اینچی نوترون درمانی دریافت کرد. چایکوف آزمایشاتی را در مورد استفاده از ایزوتوپ‌های رادیواکتیو به عنوان ردیاب‌های رادیواکتیو برای کشف مکانیسم واکنش‌های بیوشیمیایی انجام داد.

## جنگ جهانی دوم و پروژه منهتن

### آزمایشگاه پرتو
پس از شروع جنگ جهانی دوم در اروپا، لارنس به پروژه‌های نظامی کشیده شد. او به استخدام کارکنان برای آزمایشگاه تشعشع MIT کمک کرد، جایی که فیزیکدانان آمریکایی مگنترون حفره ای را که توسط تیم مارک اولیفانت در بریتانیا اختراع شد، توسعه دادند. نام آزمایشگاه جدید به دلایل امنیتی عمداً از آزمایشگاه لارنس در برکلی کپی شده است. او همچنین در استخدام کارکنان برای آزمایشگاه‌های صوتی زیر آب برای توسعه تکنیک‌هایی برای شناسایی زیردریایی‌های آلمانی مشارکت داشت. در همین حال، کار در برکلی با سیکلوترون‌ها ادامه یافت. در دسامبر ۱۹۴۰، گلن تی سیبورگ و امیلیو سگره از سیکلوترون ۶۰ اینچی (۱۵۰ سانتی‌متری) برای بمباران اورانیوم-۲۳۸ با دوترون‌ها استفاده کردند که عنصر جدیدی به نام نپتونیوم-۲۳۸ را تولید کرد که با انتشار بتا تجزیه شد و پلوتونیوم-۲۳۸ را تشکیل داد. یکی از ایزوتوپ‌های آن، پلوتونیوم ۲۳۹، می‌تواند تحت شکافت هسته‌ای قرار گیرد که راه دیگری برای ساخت بمب اتمی فراهم می‌کند.
لارنس به Segrè به عنوان دستیار تحقیقاتی پیشنهاد داد - یک موقعیت نسبتاً پست برای کسی که عنصری را کشف کرده بود - با مبلغ ۳۰۰ دلار در ماه به مدت شش ماه. با این حال، وقتی لارنس متوجه شد که سگره به‌طور قانونی در کالیفرنیا به دام افتاده است، حقوق سگره را بیشتر به ۱۱۶ دلار در ماه کاهش داد. هنگامی که نایب السلطنه دانشگاه کالیفرنیا می‌خواستند به دلیل ملیت خارجی سگره به کارش خاتمه دهند، لارنس با استخدام او به عنوان یک مدرس پاره وقت که توسط بنیاد راکفلر پرداخت می‌شد، توانست سگره را حفظ کند. تمهیدات مشابهی برای حفظ دانشجویان دکترای او Chien-Shiung Wu (یک تبعه چینی) و Kenneth Ross MacKenzie (یک تابعیت کانادایی) در هنگام فارغ‌التحصیلی انجام شد. در سپتامبر ۱۹۴۱، اولیفانت با لارنس و اوپنهایمر در برکلی ملاقات کرد، جایی که آنها سایت را به او نشان دادند. برای سیکلوترون جدید ۱۸۴ اینچی (۴٫۷ متر). اولیفانت، به نوبه خود، آمریکایی‌ها را به دلیل عدم پیروی از توصیه‌های کمیته MAUD بریتانیا، که از برنامه ای برای توسعه بمب اتمی حمایت می‌کرد، سرزنش کرد. لارنس قبلاً در مورد مشکل جداسازی ایزوتوپ شکافت پذیر اورانیوم-۲۳۵ از اورانیوم- فکر کرده بود. ۲۳۸، فرآیندی که امروزه به عنوان غنی سازی اورانیوم شناخته می‌شود. جداسازی ایزوتوپ‌های اورانیوم دشوار بود، زیرا این دو ایزوتوپ دارای خواص شیمیایی تقریباً یکسانی هستند و تنها با استفاده از تفاوت‌های جرم کوچک آنها می‌توان آنها را به تدریج از هم جدا کرد. جداسازی ایزوتوپ‌ها با طیف‌سنج جرمی تکنیکی بود که اولیفانت با لیتیوم در سال ۱۹۳۴ پیشگام بود.
لارنس شروع به تبدیل سیکلوترون ۳۷ اینچی قدیمی خود به یک طیف‌سنج جرمی غول پیکر کرد. به توصیه او، مدیر پروژه منهتن، سرتیپ لزلی آر. گرووز جونیور، اوپنهایمر را به عنوان رئیس آزمایشگاه لوس آلاموس در نیومکزیکو منصوب کرد. در حالی که آزمایشگاه تشعشع فرایند غنی‌سازی اورانیوم الکترومغناطیسی را توسعه داد، آزمایشگاه لوس آلاموس بمب‌های اتمی را طراحی و ساخت. مانند آزمایشگاه تشعشع، توسط دانشگاه کالیفرنیا اداره می‌شد.
برای جداسازی ایزوتوپ‌های الکترومغناطیسی از دستگاه‌هایی به نام کالوترون استفاده می‌شود که ترکیبی از دو ابزار آزمایشگاهی، طیف‌سنج جرمی و سیکلوترون است. این نام از «سیکلوترون‌های دانشگاه کالیفرنیا» گرفته شده است. در نوامبر ۱۹۴۳، تیم لارنس در برکلی توسط ۲۹ دانشمند بریتانیایی، از جمله اولیفانت، تقویت شد.
در فرایند الکترومغناطیسی، یک میدان مغناطیسی ذرات باردار را بر اساس جرم منحرف می‌کند. این فرایند نه از نظر علمی ظریف و نه از نظر صنعتی کارآمد بود. در مقایسه با یک نیروگاه انتشار گازی یا یک راکتور هسته‌ای، یک نیروگاه جداسازی الکترومغناطیسی مواد کمیاب‌تری مصرف می‌کند، برای کار به نیروی انسانی بیشتری نیاز دارد و هزینه بیشتری برای ساخت آن خواهد داشت. با این وجود، این فرایند تأیید شد زیرا مبتنی بر فناوری اثبات شده بود و بنابراین نشان دهنده ریسک کمتری بود. علاوه بر این، می‌توان آن را به صورت مرحله ای ساخت و به سرعت به ظرفیت صنعتی دست یافت.

## اوک ریج
مسئولیت طراحی و ساخت کارخانه جداسازی الکترومغناطیسی در اوک ریج، تنسی، که Y-12 نامیده شد، به Stone & Webster واگذار شد. کالوترون‌ها با استفاده از ۱۴۷۰۰ تن نقره توسط آلیس-چالمرز در میلواکی تولید و به اوک ریج ارسال شدند. این طرح شامل پنج واحد پردازش مرحله اول، معروف به مسیرهای مسابقه آلفا، و دو واحد برای پردازش نهایی، معروف به مسیرهای مسابقه بتا بود. در سپتامبر ۱۹۴۳ گرووز اجازه ساخت چهار پیست مسابقه دیگر را صادر کرد که به نام آلفا II شناخته می‌شدند. هنگامی که کارخانه برای آزمایش طبق برنامه در اکتبر ۱۹۴۳ راه اندازی شد، مخازن خلاء ۱۴ تنی به دلیل قدرت آهنرباها از تراز خارج شدند و باید با اطمینان بیشتری بسته می‌شدند. زمانی که سیم پیچ‌های مغناطیسی شروع به کوتاه شدن کردند، مشکل جدی تری به وجود آمد. در دسامبر گرووز دستور داد یک آهنربا را باز کنند و مشتی زنگ در داخل آن پیدا شد. گرووز سپس دستور داد که مسیرهای مسابقه را خراب کنند و آهن‌رباها را به کارخانه برگردانند تا تمیز شوند. یک کارخانه ترشی در محل ایجاد شد تا لوله‌ها و اتصالات را تمیز کند.
تنسی ایستمن برای مدیریت Y-12 استخدام شد. Y-12 در ابتدا محتوای اورانیوم ۲۳۵ را بین ۱۳ تا ۱۵ درصد غنی کرد و چند صد گرم اول از آن را در مارس ۱۹۴۴ به آزمایشگاه لوس آلاموس فرستاد.[۷۳] تنها ۱ قسمت از ۵۸۲۵ خوراک اورانیوم به عنوان محصول نهایی ظاهر شد. بقیه در این فرایند روی تجهیزات پاشیده شد. تلاش‌های شدید بازیابی به افزایش تولید به ۱۰ درصد از خوراک اورانیوم ۲۳۵ تا ژانویه ۱۹۴۵ کمک کرد. در فوریه پیست‌های آلفا شروع به دریافت خوراک کمی غنی شده (۱٫۴ درصد) از کارخانه جدید انتشار حرارتی S-50 کردند. ماه بعد، خوراک افزایش یافته (۵٪) را از کارخانه انتشار گازی K-25 دریافت کرد. در آوریل 1945 K-۲۵ اورانیوم غنی شده به اندازه کافی برای تغذیه مستقیم به مسیرهای بتا تولید می‌کرد.
در ۱۶ ژوئیه ۱۹۴۵، لارنس آزمایش هسته ای ترینیتی اولین بمب اتمی را با چادویک و چارلز ای. توماس مشاهده کرد. تعداد کمی نسبت به لارنس از موفقیت آن هیجان زده بودند. این سؤال که چگونه می‌توان از سلاحی که اکنون کاربردی در ژاپن استفاده کرد، برای دانشمندان تبدیل به یک موضوع شد. در حالی که اوپنهایمر تمایلی به نمایش قدرت سلاح جدید برای رهبران ژاپنی نداشت، لورنس به شدت احساس می‌کرد که یک نمایش عاقلانه خواهد بود. هنگامی که یک بمب اورانیوم بدون هشدار در بمباران اتمی هیروشیما استفاده شد، لورنس به موفقیت خود احساس غرور زیادی کرد.
لارنس امیدوار بود که پروژه منهتن کالوترون‌های بهبود یافته را توسعه دهد و مسیرهای مسابقه آلفا III را بسازد، اما آنها غیراقتصادی ارزیابی شدند. مسیرهای آلفا در سپتامبر ۱۹۴۵ بسته شدند. اگرچه عملکرد بهتر از همیشه داشتند، آنها نمی‌توانستند با K-25 و K-27 جدید که در ژانویه ۱۹۴۶ عملیات خود را آغاز کردند، رقابت کنند. در دسامبر، کارخانه Y-12 بسته شد، در نتیجه حقوق و دستمزد تنسی ایستمن را از ۸۶۰۰ به ۱۵۰۰ کاهش داد و ۲ میلیون دلار در ماه پس‌انداز کرد. تعداد کارکنان آزمایشگاه تشعشع از ۱۰۸۶ نفر در می ۱۹۴۵ به ۴۲۴ نفر در پایان سال کاهش یافت.

## حرفه پس از جنگ

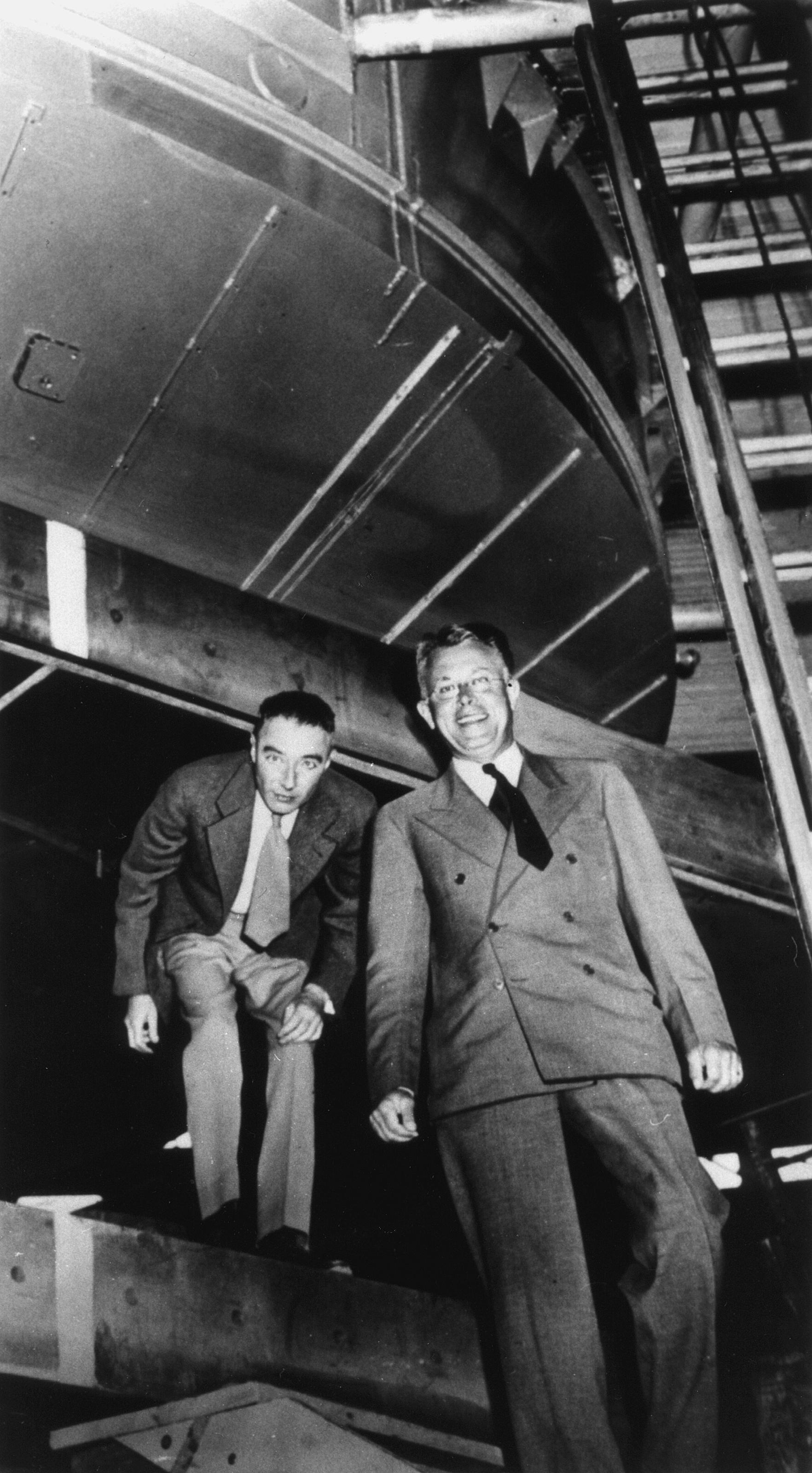
اوپنهایمر و لارنس در سیکلوترون 184 اینچی، دانشگاه کالیفرنیا (برکلی) آزمایشگاه تابش.

### علم بزرگ
پس از جنگ، لارنس مبارزات گسترده‌ای را برای حمایت دولت از برنامه‌های علمی بزرگ انجام داد. او یکی از مدافعان قوی علم بزرگ با الزامات آن برای ماشین‌های بزرگ و پول کلان بود و در سال ۱۹۴۶ از پروژه منهتن بیش از ۲ میلیون دلار برای تحقیق در آزمایشگاه تشعشع (معادل ۲۳۰۰۰۰۰۰ دلار در سال ۲۰۲۲) درخواست کرد. گرووز این پول را تأیید کرد، اما تعدادی از برنامه‌ها، از جمله پیشنهاد سیبورگ برای آزمایشگاه پرتوهای «گرم» در برکلی پرجمعیت، و جان لارنس برای تولید ایزوتوپ‌های پزشکی را قطع کرد، زیرا اکنون می‌توان این نیاز را از طریق راکتورهای هسته‌ای بهتر برآورده کرد. یکی از موانع دانشگاه کالیفرنیا بود که مشتاق بود از تعهدات نظامی خود در زمان جنگ صرف نظر کند. لارنس و گرووز توانستند اسپرول را متقاعد کنند که تمدید قرارداد را بپذیرد. در سال ۱۹۴۶، پروژه منهتن به ازای هر دلار هزینه شده توسط دانشگاه، ۷ دلار برای فیزیک در دانشگاه کالیفرنیا هزینه کرد.
سیکلوترون ۱۸۴ اینچی با دلارهای زمان جنگ از پروژه منهتن تکمیل شد. ایده‌های جدید اد مک‌میلان را در خود جای داد و به‌عنوان سینکروسیکلوترون تکمیل شد. در ۱۳ نوامبر ۱۹۴۶ شروع به کار کرد. برای اولین بار از سال ۱۹۳۵، لارنس به‌طور فعال در آزمایش‌ها شرکت کرد و با یوجین گاردنر در تلاشی ناموفق برای ایجاد مزون‌های پی کشف شده اخیر با سنکروترون همکاری کرد. سزار لاتس سپس از دستگاهی که خود ساخته بود برای یافتن مزون‌های پی منفی در سال ۱۹۴۸ استفاده کرد.
مسئولیت آزمایشگاه‌های ملی در ۱ ژانویه ۱۹۴۷ به کمیسیون انرژی اتمی جدید (AEC) منتقل شد. در آن سال، لارنس برای پروژه‌های خود ۱۵ میلیون دلار (معادل ۱۵۵٬۰۰۰٬۰۰۰ دلار در سال ۲۰۲۲) درخواست کرد، که شامل یک شتاب‌دهنده خطی جدید و یک شتاب‌دهنده جدید بود. سینکروترون گیگاالکترون ولت که به نام بواترون معروف شد. قرارداد دانشگاه کالیفرنیا برای اداره آزمایشگاه لوس آلاموس قرار بود در ۱ ژوئیه ۱۹۴۸ منقضی شود و برخی از اعضای هیئت مدیره مایل بودند که مسئولیت اداره یک سایت در خارج از کالیفرنیا را از دانشگاه سلب کنند. پس از مدتی مذاکره، دانشگاه موافقت کرد که قرارداد آزمایشگاه ملی لوس آلاموس را برای چهار سال دیگر تمدید کند و نوریس بردبری را که در اکتبر ۱۹۴۵ جایگزین اوپنهایمر به عنوان مدیر آن شده بود، به عنوان استاد منصوب کند. بلافاصله پس از آن، لارنس تمام وجوهی را که درخواست کرده بود دریافت کرد.
علی‌رغم این واقعیت که او به فرانکلین روزولت رای داد، لارنس یک جمهوری‌خواه بود، که به شدت با تلاش‌های اوپنهایمر قبل از جنگ برای اتحاد کارگران آزمایشگاه تشعشع که لارنس آن را «فعالیت‌های چپ‌گردی» می‌دانست به شدت مخالفت کرده بود. اتلاف وقت بهتر در تحقیقات علمی صرف می‌شود و ترجیح می‌دهد که از آزمایشگاه پرتو نگهداری شود.[۹۰] در فضای سرد جنگ سرد دانشگاه کالیفرنیا پس از جنگ، لارنس اقدامات کمیته فعالیت‌های غیرآمریکایی مجلس نمایندگان را مشروع می‌پذیرفت و آنها را نشان دهنده یک مشکل سیستماتیک شامل آزادی آکادمیک یا حقوق بشر نمی‌دانست. او از افراد در آزمایشگاه خود محافظت می‌کرد، اما حتی بیشتر از آبروی آزمایشگاه محافظت می‌کرد. او مجبور شد از کارکنان آزمایشگاه تشعشع مانند رابرت سربر که توسط هیئت امنیت پرسنل دانشگاه مورد تحقیق قرار گرفتند، دفاع کند. در چندین مورد، او برای حمایت از کارکنان، ارجاعات شخصیتی صادر کرد. با این حال، لارنس برادر رابرت اوپنهایمر، فرانک را از حضور در آزمایشگاه تشعشع منع کرد و به رابطه او با رابرت آسیب وارد کرد. یک کمپین خشن سوگند وفاداری در دانشگاه کالیفرنیا نیز اعضای هیئت علمی را راند. زمانی که جلسات استماع برای لغو مجوز امنیتی رابرت اوپنهایمر برگزار شد، لارنس به دلیل بیماری از شرکت در آن امتناع کرد، اما متنی که در آن او از اوپنهایمر انتقاد می‌کرد در نامه خود ارائه شد. غیبت موفقیت لارنس در ساخت یک آزمایشگاه خلاق و مشارکتی با احساس بد و بی‌اعتمادی ناشی از تنش‌های سیاسی تضعیف شد.

### سلاح‌های هسته ای
لارنس از اولین آزمایش هسته ای اتحاد جماهیر شوروی در اوت ۱۹۴۹ نگران شد. او نتیجه گرفت که پاسخ مناسب، تلاشی همه‌جانبه برای ساخت یک سلاح هسته ای بزرگتر بود: بمب هیدروژنی. او پیشنهاد کرد که به جای راکتورهای هسته‌ای از شتاب‌دهنده‌ها برای تولید نوترون‌های مورد نیاز برای تولید تریتیوم مورد نیاز بمب و همچنین پلوتونیوم استفاده شود، که مشکل‌تر بود، زیرا انرژی‌های بسیار بالاتری مورد نیاز بود. او برای اولین بار ساخت Mark I را پیشنهاد کرد، یک نمونه اولیه شتاب‌دهنده خطی ۷ میلیون دلاری، ۲۵ مگا ولت، با کد شتاب‌دهنده تست مواد (MTA). او به زودی در مورد یک MTA جدید و حتی بزرگتر به نام Mark II صحبت کرد که می‌تواند تریتیوم یا پلوتونیوم را از اورانیوم ضعیف شده ۲۳۸ تولید کند. سربر و سگره بیهوده تلاش کردند مشکلات فنی را توضیح دهند که آن را غیرعملی می‌کرد، اما لارنس احساس می‌کرد که آنها غیر وطن‌پرست هستند.
لارنس قویاً از کمپین ادوارد تلر برای دومین آزمایشگاه تسلیحات هسته‌ای حمایت کرد که لارنس پیشنهاد داد که با MTA Mark I در لیورمور، کالیفرنیا مکان‌یابی شود. لارنس و تلر مجبور بودند که پرونده خود را نه تنها با کمیسیون انرژی اتمی، که آن را نمی‌خواست، و آزمایشگاه ملی لوس آلاموس، که به شدت مخالف بود، بلکه با طرفدارانی که احساس می‌کردند شیکاگو مکان واضح‌تری برای آن است، بحث کنند. آزمایشگاه در لیورمور سرانجام در ۱۷ ژوئیه ۱۹۵۲ تأیید شد، اما Mark II MTA لغو شد. در این زمان، کمیسیون انرژی اتمی ۴۵ میلیون دلار برای مارک I هزینه کرده بود، که عملیات خود را آغاز کرده بود، اما عمدتاً برای تولید پلونیوم برای برنامه تسلیحات هسته ای استفاده می‌شد. در همین حال، Cosmotron آزمایشگاه ملی Brookhaven یک پرتو 1 GeV تولید کرده بود.

### مرگ و میراث
علاوه بر جایزه نوبل، لارنس مدال الیوت کرسون و مدال هیوز در سال ۱۹۳۷، جایزه کامستاک در فیزیک در سال ۱۹۳۸، مدال و جایزه دادل در سال ۱۹۴۰، مدال هالی در سال ۱۹۴۲، مدال شایستگی در سال ۱۹۴۶ را دریافت کرد. جایزه ویلیام پراکتر در سال ۱۹۵۱، مدال فارادی در سال ۱۹۵۲، و جایزه انریکو فرمی از کمیسیون انرژی اتمی در سال ۱۹۵۷. او در سال ۱۹۳۴ به عضویت آکادمی ملی علوم ایالات متحده و آکادمی علوم و هنر آمریکا انتخاب شد. انجمن فلسفی آمریکا در سال ۱۹۳۷. او در سال ۱۹۴۸ افسر لژیون دونور شد و اولین دریافت کننده جایزه سیلوانوس تایر توسط آکادمی نظامی ایالات متحده در سال ۱۹۵۸ بود.
در ژوئیه ۱۹۵۸، رئیس‌جمهور دوایت دی. آیزنهاور از لارنس خواست تا به ژنو، سوئیس سفر کند تا به مذاکره دربارهٔ پیشنهاد پیشنهادی منع آزمایش هسته ای با اتحاد جماهیر شوروی کمک کند. لوئیس اشتراوس، رئیس AEC، برای گنجاندن لارنس فشار آورده بود. این دو مرد در مورد توسعه بمب هیدروژنی بحث کرده بودند و اشتراوس در سال ۱۹۳۹ به جمع‌آوری کمک‌های مالی برای سیکلوترون لارنس کمک کرده بود. اشتراوس مایل بود لارنس را به عنوان بخشی از هیئت ژنو داشته باشد، زیرا لارنس طرفدار ادامه آزمایش هسته ای بود. لارنس علیرغم اینکه از یک تشدید شدید کولیت اولسراتیو مزمن رنج می‌برد، تصمیم گرفت برود، اما زمانی که در ژنو بود بیمار شد و سریعاً به بیمارستان دانشگاه استنفورد بازگردانده شد. جراحان بخش زیادی از روده بزرگ او را برداشتند، اما مشکلات دیگری از جمله تصلب شرایین شدید در یکی از شریان‌های او پیدا کردند. او نوزده روز پس از تولد ۵۷ سالگی خود در ۲۷ اوت ۱۹۵۸ در بیمارستان پالو آلتو درگذشت. مولی نمی‌خواست تشییع جنازه عمومی برگزار شود اما با برگزاری مراسم یادبود در کلیسای اول جماعت برکلی موافقت کرد. کلارک کر رئیس دانشگاه کالیفرنیا این مداحی را ایراد کرد.
تقریباً بلافاصله پس از مرگ لارنس، نمایندگان دانشگاه کالیفرنیا به تغییر نام دو آزمایشگاه تحقیقات هسته‌ای دانشگاه به نام لارنس رأی دادند: آزمایشگاه ملی لارنس لیورمور و آزمایشگاه ملی لارنس برکلی. جایزه ارنست اورلاندو لارنس به یاد او در سال ۱۹۵۹ تأسیس شد. عنصر شیمیایی شماره ۱۰۳ که در سال ۱۹۶۱ در آزمایشگاه ملی لارنس برکلی کشف شد، به افتخار وی لاورنسیوم نام گرفت. در سال ۱۹۶۸ مرکز آموزش علوم عمومی لارنس تالار علوم به افتخار وی تأسیس شد. مقالات او در کتابخانه بنکرافت در دانشگاه کالیفرنیا در برکلی
در دهه ۱۹۸۰، بیوه لارنس چندین بار از هیئت مدیره دانشگاه کالیفرنیا درخواست کرد تا نام همسرش را از آزمایشگاه لارنس لیورمور حذف کنند، زیرا تمرکز آن بر سلاح‌های هسته‌ای است که لارنس در ساخت آن کمک کرده بود، اما هر بار رد شد. او بیشتر از شوهرش عمر کرد بیش از ۴۴ سال بود و در ۶ ژانویه ۲۰۰۳ در والنات کریک کالیفرنیا در سن ۹۲ سالگی درگذشت.

جورج بی کافمن نوشت که:
قبل از او، «علم اندک» عمدتاً توسط افراد تنها انجام می‌شد که با وسایل متوسط در مقیاس کوچک کار می‌کردند. پس از او، هزینه‌های هنگفت صنعتی و به‌ویژه دولتی برای نیروی انسانی و بودجه‌های پولی، «علم بزرگ» را که توسط تیم‌های تحقیقاتی در مقیاس بزرگ انجام می‌شد، بخش عمده‌ای از اقتصاد ملی کرد.
لارنس توسط جاش هارتنت در فیلم اوپنهایمر محصول ۲۰۲۳ کریستوفر نولان به تصویر کشیده شده است.